# 대전대룡초등학교
대전대룡초등학교는 대한민국 대전광역시 동구에 있는 공립 초등학교이다.

## 학교 연혁
- 1989.10.30. 대전대룡초등학교로 설립 인가
- 1991.11. 1. 대전용운초등학교에서 18학급 분리 개교
- 1999.10.22. 대전광역시 동부교육청 지정 체험 학습 시범학교 운영 보고
- 2005.10.27. 교육인적자원부 지정 방과후학교 정책연구학교 운영 보고
- 2010. 1.15. 2009년 하반기 학부모서비스 활용평가 우수학교
- 2010.12.27. 2010학년도 인성교육 우수 브랜드 학교 선정
- 2011.11.15. 대전광역시교육청 지정 학부모서비스 활용평가 우수학교
- 2011.11.17. 2011학년도 좋은학교 선정(대전광역시교육감)
- 2012. 3. 2. 대전광역시교육청지정 교육기부 연구학교 운영, 27학급 편성
- 2015. 2.13. 제23회 졸업식 89명(졸업생 총 누계 2,391명)

## 학교 상징
- 교화 - 개나리 : 새 학년이 시작되는 봄, 활짝 피어나는 정겹고 청순한 아름다움
- 교목 - 소나무 : 사시사철 메마른 땅에서도 푸르른 잎을 자랑하며 뿌리내리는 절개와 기상

## 참고 자료
- 대전대룡초등학교 - 한국교육학술정보원 학교알리미